# Антоний (Вадковский)
Митрополи́т Анто́ний (в миру Алекса́ндр Васи́льевич Вадко́вский; 3 [15] августа 1846, Тамбовская губерния — 2 [15] ноября 1912, Санкт-Петербург) — епископ Православной российской церкви; c 25 декабря 1898 года вплоть до кончины — митрополит Санкт-Петербургский и Ладожский; с 9 июня 1900 года первенствующий член Святейшего Синода.
Почётный член Петербургской Академии наук (1899); почётный член Казанской, Московской и Петербургской духовных академий (1892), Императорского православного палестинского общества (1893); доктор церковной истории (1895).

## Биография
Родился 3 (15) августа 1846 года в селе Царёвка (Гремячка) Кирсановского уезда Тамбовской губернии в семье священника Василия Иовлевича Вадковского (1816—1897). Мать — Ольга Никифоровна (1823—1901).
В 1848—1858 гг. семья жила в селе Матчерка Моршанского уезда, где отец был священником. Однажды приход посетил правящий архиерей епископ Феофан (Говоров), который особо обратил внимание на Александра и благословил его, возложив руку на голову.
Учился в Тамбовском духовном училище (1858—1860) и Тамбовской духовной семинарии, которую окончил в 1866 году. В 1870 году окончил Казанскую духовную академию со степенью кандидата богословия за сочинение «Отношение арианства к неоплатонизму, преимущественно у александрийских иудеев». Специализировался Александр Вадковский по кафедре гомилетики и теории словесности, где в это время преподавал профессор И. Я. Порфирьев, и получив 14 апреля 1871 года степень магистра богословия за диссертацию «Из истории древнеболгарской церковной проповеди. Константин, епископ Болгарский, и его Учительное Евангелие» (Казань, 1885), с 1 мая был оставлен при академии в качестве доцента по кафедре церковного проповедничества. С 1875 года он работал в возглавляемой П. В. Знаменским комиссии по описанию рукописных и старопечатных книг библиотеки Соловецкого монастыря, переданных Казанской академии. Регулярно публиковал статьи в «Православном собеседнике», в 1874 году стал его редактором.
В 1872 году Александр Вадковский вступил в брак с Елизаветой Пеньковской. Его жена была тяжело больна туберкулёзом. Поступок был незаурядным, так как он знал, что она обречена на смерть. У них родилось двое детей, Борис и Лидия. В 1879 году он овдовел, а в 1882 году от дифтерита умерли его дети.
4 марта 1883 года архиепископом Палладием (Раевым) он был пострижен в монашество с именем Антоний — в память об архиепископе казанском Антонии (Амфитеатрове); 6 марта рукоположён во иеромонаха; 14 ноября возведён в сан архимандрита и назначен управляющим Казанским Иоанно-Предтеченским монастырём. В начале 1884 года был утверждён экстраординарным профессором, с 8 ноября назначен инспектором Казанской духовной академии.
В 1885 году, по протекции К. П. Победоносцева, перемещён на аналогичную должность в Санкт-Петербургскую духовную академию. Спустя два года, 15 апреля 1887 года, архимандрит Антоний был назначен ректором Санкт-Петербургской духовной академии, а 3 мая 1887 года в Троицком соборе Александро-Невской лавры хиротонисан во епископа Выборгского, викария Санкт-Петербургской епархии; хиротонию возглавлял митрополит Исидор (Никольский).

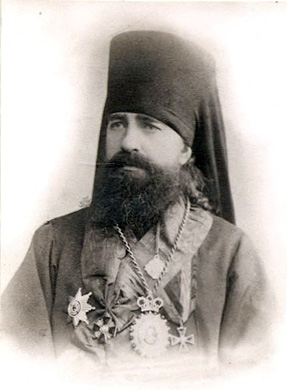
Епископ Антоний (Вадковский)

В период его ректорства в академии студенты активно «пошли в народ», положив начало устройству внебогослужебных собеседований от «Общества распространения религиозно-нравственного просвещения» в духе православной церкви на рабочих окраинах столицы. Церковно-административную деятельность он совмещал с научными занятиями, регулярно публиковал статьи в церковной периодике, в 1892 году издал книгу «Из истории христианской проповеди»; 24 октября 1892 года возведён в сан архиепископа и назначен на новооткрытую Выборгско-Финляндскую кафедру. С 27 октября 1892 года — присутствующий в Святейшем синоде. По совокупности трудов 4 мая 1893 года Казанская духовная академия присудила ему степень доктора богословия. В 1895 году Святейшим синодом был утверждён в учёной степени доктора церковной истории.
По воспоминаниям Аполлинария Львова, встретившегося с ним в апреле 1893 года:

Не одобряет «Москов[ские] Ведомости», проявляющие большой и бестолковый задор к Финляндии, могущий совершенно напрасно фанатизировать толпу. Ей, в общем совершенно спокойной и в[есьма] благодушно относящейся к православию, начинают теперь преподносить и развивать мысль о том, что русское правительство хочет насильно обратить всех в православие. Понятно, что после всего этого православному епископу трудно будет и показаться в Финляндии. Теперешняя задача Антония — строить там церкви и школы и тем действительно создать православных, имеющихся ныне номинально. Для этого необходимы средства. Дадут ли? А все-таки Антоний — один из лучших архиереев. От него не пахнет плесенью и затхлостью, не слышно запаха и деревянного масла с ладаном.— Аполлинарий Львов. Дневник
В 1893—1898 годах возглавлял образованную в связи со стремлением старокатоликов к соединению с православием Синодальную комиссию по старокатолическому вопросу.
Архиепископ Антоний был первым русским иерархом, посетившим Англию, где представлял Святейший Синод на торжествах по случаю празднования 60-летнего юбилея (Бриллиантового Юбилея) Королевы Виктории (5—22 июня 1897 года), имея при том и более широкое поручение интенсифицировать сношения с Англиканской церковью; миссия была успешно им выполнена; владыка вернулся на родину обладателем почётных степеней доктора богословия и прав Оксфордского и Кембриджского университетов.
За время правления епископа Антония (Вадковского) были построены новые храмы, число приходов возросло с 23 до 37, основан Линтульский Свято-Троицкий женский монастырь и развернуло свою деятельность миссионерское Братство преподобных Сергия и Германа Валаамских, основанное в 1885 году; c 1898 года издавался журнал на финском языке «Aamun Koitto» («Утренняя заря»), на русском — Рождественские и Пасхальные листки, начала работу комиссия по переводу богослужебных книг на финский язык.
25 декабря 1898 года возведён в сан митрополита и назначен митрополитом Санкт-Петербургским и Ладожским, священно-архимандритом Свято-Троицкой Александро-Невской лавры; пожалован белым клобуком и крестом из драгоценных камней; член Святейшего Синода.
9 июня 1900 года по смерти митрополита Киевского Иоанникия (Руднева) становится первенствующим членом Святейшего Синода.
16 января 1906 года по повелению Николая II стал во главе Предсоборного Присутствия, которое закончило свою работу 15 декабря того же года.
22 апреля 1906 года избран членом Государственного совета; 27 июня освобождён по собственному прошению.
С мая 1910 года по болезни не совершал богослужений. В 1910 году в честь митрополита назвали Александро-Невское духовное училище (бурсу) в Санкт-Петербурге Антониевским, после его реконструкции и возведения нового здания.
Скончался в 4 часа 35 минут утра 2 ноября 1912; в 9 часов его тело было перенесено в Крестовую церковь Александро-Невской лавры; 3 ноября его тело было перенесено в Троицкий собор Лавры. В отпевании 5 ноября участвовал 21 архиерей (случай, ранее не бывалый), его возглавил митрополит Московский Владимир (Богоявленский); старшие члены императорской семьи не присутствовали (император и императрица в то время были в дороге из имения Спалы (Царство Польское) в Царское Село), присутствовали Председатель Совета министров В. Н. Коковцов, обер-прокурор В. К. Саблер и другие официальные лица. Похоронен на братском участке Никольского кладбища Лавры.

## Внешнецерковная и общественная деятельность
Глубоко чтил Константинопольского Патриарха Иоакима III, чьим планам созыва Вселенского Собора сочувствовал и содействовал.
Настаивал на исключении из законодательства формулировки «господствующая Церковь», ибо полалагал, что господство — не христианская идея.
Разрабатывая проекты церковных преобразований в России, митрополит Антоний сообразовывался с аналогичными проектами, над которыми работали тогда иерархи Константинопольского и Александрийского Патриархатов.
Под его руководством было предпринято всестороннее исследование вопросов, разделявших православных с англиканами и старокатоликами; к последним испытывал особую симпатию, каноничность же англиканской иерархии вызывала у него некоторое сомнение. На Западе труды петербургских богословов вызвали большой резонанс в церковно-богословской среде, имя архиепископа Антония стало широко известно. Труды сторонников церковного единения не привели, однако, к конкретным результатам, прежде всего ввиду косности бюрократического аппарата Российской Церкви, недопонимания западными христианами позиции православной стороны, а также последовавшего после 1917 вынужденного разрыва.
Пользовался благоволением и покровительством Императрицы Марии Феодоровны.
Благословил основание и деятельно заботился об Александро-Невском обществе трезвости, почин которого имел огромный успех по всей России.
Поставил свою подпись, как первенствующий член, под определением Святейшего Синода об отпадении от Церкви графа Л. Н. Толстого, после чего написал два письма графине С. А. Толстой: от 16 марта 1901 и 11 февраля 1902, в которых пытался объяснить ей смысл данного деяния Синода.
Был принципиальным противником вмешательству духовенства в политическую деятельность: так, он был против избрания архиереев в Государственную Думу.
Многолетним помощником митрополита, близким к нему по духу и убеждениям, был будущий свщмч. митрополит Петроградский Вениамин (Казанский).
До 1904 года Антоний покровительствовал о. Георгию Гапону, однако порвал с ним отношения после того, как Гапон занялся открытой политической деятельностью.
По свидетельству современников, Антоний имел натянутые отношения с о. Иоанном Кронштадтским (в дневниках последний взывает: «Господи, убери М. Антония»).
Своеобразные[уточнить] отношения сложились у него с Григорием Распутиным.

### Отношение к правым партиям
В среде крайне правых Антоний имел репутацию либерала и подвергался критике в печатных органах Союза русского народа, в особенности со стороны председателя Союза А. И. Дубровина. Последний обвинял митрополита в сочувствии к революции. Поводом для нападок послужил отказ освятить знамя Союза, а также покровительство Антония некоторым клирикам вроде епископа Антонина (Грановского), священника Григория Петрова и студентам духовных школ, замешанных в революционном движении. Впрочем, уже в 1907 году Дубровин и Антоний примирились. 11 февраля 1908 г. иерарх даже отслужил молебен перед открытием всероссийского съезда Союза русского народа, в котором в том же году произошёл раскол.
Впоследствии лидеры обновленчества ссылались на Антония как на иерарха, якобы сочувствовавшего их идеям. Однако, скорее всего, Антоний был противником любых политических партий. Он заявил — «правым вашим партиям я не сочувствую и считаю вас террористами: террористы левые бросают бомбы, а правые партии вместо бомб забрасывают камнями всех с ними несогласных».